# Ignacio Aguirre
Ignacio Aguirre (* 23. Dezember 1900 in San Sebastián del Oeste, Jalisco, Mexiko; † 11. Juli 1990 in Mexiko-Stadt, Mexiko) war ein mexikanischer Maler und Grafiker.

## Leben
Aguirre kämpfte 1915–1917 in der mexikanischen Revolutionszeit in der Armee von Venustiano Carranza gegen Pancho Villa. Anschließend arbeitete er als Bergarbeiter und beteiligte sich an dem von Álvaro Obregón geführten Aufstand. Von 1921 bis 1929 arbeitete er im Verkehrsministerium und im Büro des mexikanischen Präsidenten. Seit 1928 war er in der Theatergruppe Ulisses. Ab 1929 war er Kunsterzieher in verschiedenen Schulen und Akademien und beteiligte sich an Kulturmissionen in mexikanischen Dörfern. 1934 trat Aguirre der Liga de Escritores y Artistas Revolucionarios (Liga der revolutionären Schriftsteller und Künstler, LEAR) bei. 1937 gründete er mit anderen Künstlern die Taller de Gráfica Popular (Werkstatt der Volksgraphiker, TGP). In der Folgezeit arbeitete er mit Pablo O’Higgins und Alfredo Zalce am Muralismo. In den Jahren 1940, 1942, 1944 und 1948 wurden Aguirres Werke in New York ausgestellt. 1952 gründete er mit anderen Künstlern die Frente Nacional de Artes Plásticas (nationale Front der plastischen Künste, FNAP). Von 1956 bis 1957 unternahm Aguirre mit einer Wanderausstellung der Frente Nacional de las Artes Plásticas durch Osteuropa und China. 1965 trat er aus der Taller de Gráfica Popular aus.